# David Löfquist
David Löfquist (Sölvesborg, 1986. augusztus 7. –) svéd labdarúgó, a Mjällby középpályása és csapatkapitánya.

## Pályafutása
Löfquist a svédországi Sölvesborg városában született. Az ifjúsági pályafutását a helyi Sölvesborg akadémiájánál kezdte.
2008-ban mutatkozott be a Mjällby felnőtt keretében. 2012-ben az olasz Parma szerződtette. 2012 és 2013 között az olasz Gubbio, a svéd Malmö és a dán Odense csapatát erősítette kölcsönben. 2014-ben visszatért a Mjällbyhez. A 2016-os idényben a kínai Csingtao Red Lionsnél szerepelt. 2017. március 16-án ismét szerződést kötött a Mjällby együttesével. A 2018-as szezonban feljutottak a másodosztályba, majd a 2019-es szezonban az Allsvenskanba is. Először a 2020. június 15-ei, Malmö ellen 2–0-ra elvesztett mérkőzésen lépett pályára. Első gólját 2020. június 22-én, a Göteborg ellen idegenben 2–2-es döntetlennel zárult találkozón szerezte meg.

## Statisztikák
2022. november 6. szerint
| Klub     | Szezon   | Osztály            | Bajnokság | Bajnokság | Kupa  | Kupa | Nemzetközi | Nemzetközi | Összesen | Összesen |
| Klub     | Szezon   | Osztály            | Meccs     | Gól       | Meccs | Gól  | Meccs      | Gól        | Meccs    | Gól      |
| -------- | -------- | ------------------ | --------- | --------- | ----- | ---- | ---------- | ---------- | -------- | -------- |
| Mjällby  | 2017     | Division 1 – Södra | 24        | 3         | 0     | 0    | —          | —          | 24       | 3        |
| Mjällby  | 2018     | Division 1 – Södra | 29        | 5         | 0     | 0    | —          | —          | 29       | 5        |
| Mjällby  | 2019     | Superettan         | 26        | 2         | 0     | 0    | —          | —          | 26       | 2        |
| Mjällby  | 2020     | Allsvenskan        | 28        | 5         | 4     | 1    | —          | —          | 32       | 6        |
| Mjällby  | 2021     | Allsvenskan        | 25        | 0         | 3     | 1    | —          | —          | 28       | 1        |
| Mjällby  | 2022     | Allsvenskan        | 27        | 2         | 2     | 0    | —          | —          | 29       | 2        |
| Összesen | Összesen | Összesen           | 159       | 17        | 9     | 2    | 0          | 0          | 168      | 19       |

## Sikerei, díjai
Mjällby
- Division 1 – Södra
  - Feljutó (1): 2018

- Superettan
  - Feljutó (2): 2009, 2019